# Râul Valea Câmpului, Prahova
Râul Valea Câmpului este un curs de apă, afluent al râului Prahova. 

## Hărți
- Harta județului Prahova